# Hokejski Klub Olimpija
L'Hokejski Klub Olimpija, comunemente indicato come HK Olimpija o Olimpija Lubiana, è una squadra di hockey su ghiaccio slovena.

## Storia
La squadra nacque nel 2004 come squadra satellite dell'HDD Olimpija Lubiana, e prese parte fin dalla fondazione al campionato sloveno.
Dal 2009 ha disputato la Slohokej Liga, che - nelle tre edizioni disputate - chiuse per due volte al secondo posto (2010-2011 e 2011-2012). Dalla stagione successiva si concentrò sul settore giovanile, disputando la Erste Bank Young Stars League, il campionato Under-20 legato alla EBEL, vincendo il titolo nel 2013-2014.
Nel 2016/17 la squadra madre fallisce, optando per l'iscrizione in Alps Hockey League del proprio team satellite a partire dalla stagione successiva. Già nel torneo 2018/19 approda in finale contro l'HC Val Pusteria: la finale è combattutissima e gli sloveni riescono ad aggiudicarsela a gara-7, dopo aver rimontato la serie che li vedeva sotto di 3 gare a 1. Dopo il successo contro un'altra italiana, l'Asiago, ottenuto nella stagione 2020/21, il team decide di reiscriversi nel massimo campionato austriaco, che nel frattempo ha cambiato nome in ICE Hockey League. 

### Denominazioni
- HD HS Olmpija (2004-2007)
- HS Toja Olimpija (2007-2010)
- HK Olimpija (dal 2010)

## Palmarès

### Competizioni internazionali
- Alps Hockey League: 2

2018-19, 2020-21